# Milt Wagner

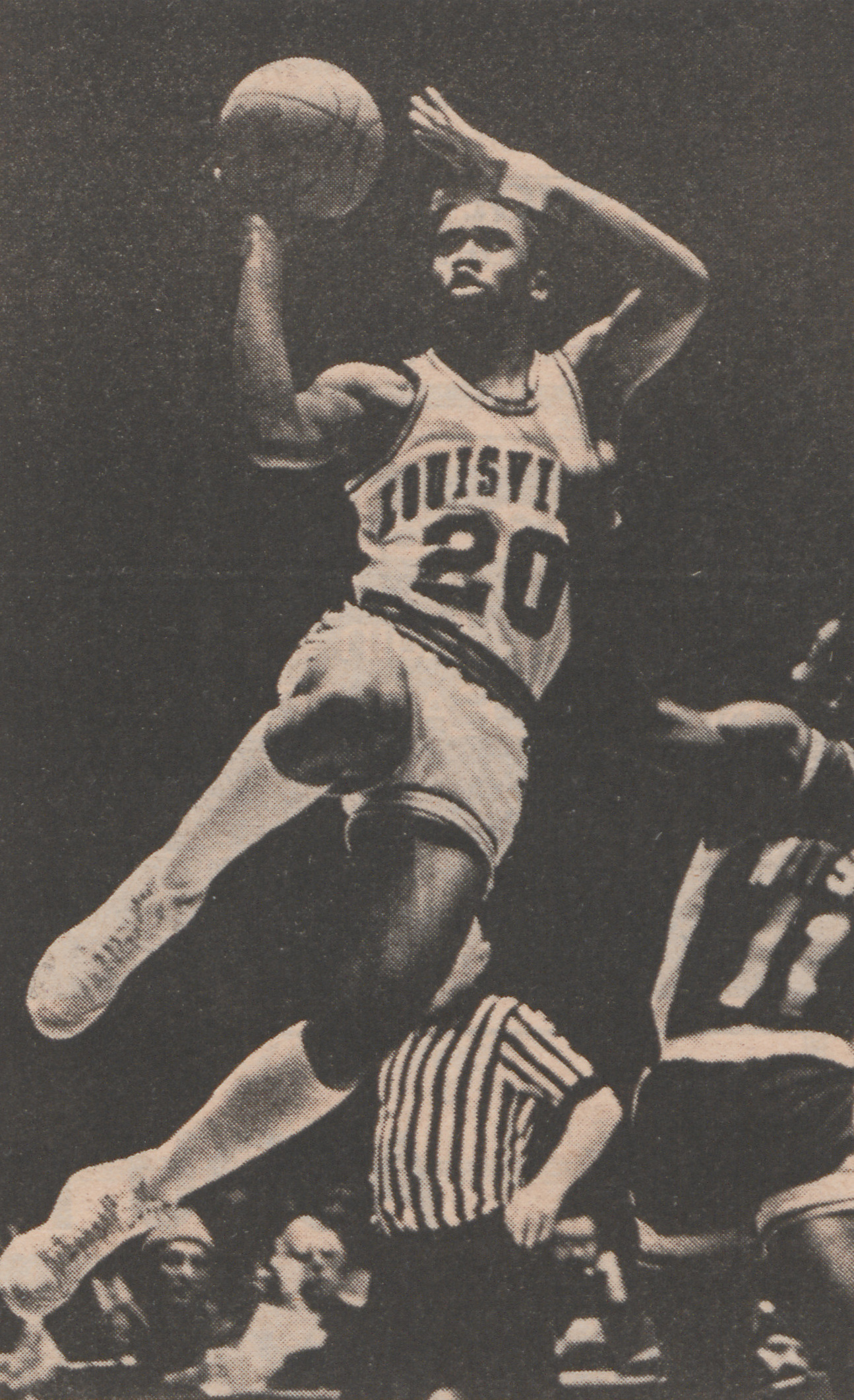
Milt Wagner im Jahr 1983

Milton „Milt“ Wagner (* 20. Februar 1963) ist ein ehemaliger US-amerikanischer Basketballspieler.

## Werdegang
Nach seiner Schulzeit an der Camden High School im US-Bundesstaat New Jersey gehörte der 1,96 Meter große Wagner von 1981 bis 1986 der Mannschaft der University of Louisville an. In 144 Spielen erzielte er im Schnitt 12,8 Punkte. 1986 gewann er mit der Hochschulmannschaft den NCAA-Meistertitel. Wagner verbuchte im Verlauf des Meisterspieljahres 14,8 Punkte je Begegnung, in der Saison 1983/84 hatte er mit 16,6 je Begegnung einen noch höheren Wert erzielt. 1982 und 1983 erreichte er mit Louisville das Halbfinale um die NCAA-Meisterschaft.
Beim Draftverfahren der NBA im Jahr 1986 ließen die Dallas Mavericks Wagner an 35. Stelle (zweite Auswahlrunde) aufrufen. Wagner spielte zunächst als Profi in der Continental Basketball Association (CBA) für die Mannschaften Rockford Lightning und La Crosse Catbirds, im Oktober 1987 verpflichtete ihn die NBA-Mannschaft Los Angeles Lakers. An der Seite von Kareem Abdul-Jabbar und „Magic“ Johnson gewann Wagner mit den Kaliforniern 1988 den NBA-Meistertitel. Wagner war in Los Angeles Ergänzungsspieler, er bestritt 45 Spiele für die Mannschaft (3,8 Punkte/Spiel in der Haupt- und 1,2 Punkte/Spiel in der Endrunde).
1988/89 stand er bei den Rapid City Thrillers in der CBA unter Vertrag, in der Saison 1989/90 spielte Wagner bei Maccabi Ramat Gan in Israel, erzielte für die Mannschaft 23,4 Punkte je Begegnung. 1990/91 bestritt er 13 NBA-Spiele für Miami Heat und 41 für Quad City Thunder in der CBA. 1991 verpflichteten ihn die Louisville Shooters aus der Global Basketball Association (GBA).
In den folgenden Jahren spielte er wieder im Ausland. In Frankreich stand Wagner während des Spieljahres 1992/93 in Diensten von Racing PSG in Paris, in 18 Erstligaeinsätzen kam er auf 19 Punkte je Begegnung. Von 1993 bis 1996 spielte Wagner in Israel: 1993/94 bei Maccabi Ramat Gan, 1994/95 bei Hapoel Tel Aviv sowie 1995/96 und 1996/97 bei Hapoel Holon. Von 1993 bis 1996 erzielte er in jeder Spielzeit einen Mittelwert von mindestens 19 Punkte je Begegnung, 1996/97 waren es 15,4 Punkte pro Spiel.
Wagner wechselte in die deutsche Basketball-Bundesliga, stand dort in der Saison 1997/98 bei Bayer Leverkusen unter Vertrag. Mit 15,3 Punkten pro Partie war er in der Bundesliga-Hauptrunde drittbester Korbschütze der Rheinländer. Im Sommer 1998 bestritt er ein Probetraining beim französischen Zweitligisten Châlons-en-Champagne.
Er war sechs Jahre lang (2000 bis 2006) an der University of Memphis für die Leitung der Abläufe der Basketballmannschaft zuständig und vier Jahre lang (2006 bis 2010) als Assistenztrainer an der University of Texas at El Paso tätig. Ab 2010 war er Assistenztrainer an der Auburn University und blieb bis 2014 im Amt.
Sein Sohn Dajuan Wagner war ebenfalls Berufsbasketballspieler, auch Enkel DJ Wagner schlug eine Leistungsbasketballlaufbahn ein.